# Рубль (группа)
«Рубль» — рок-группа из Санкт-Петербурга, музыкальный проект солиста группы «Ленинград» Сергея Шнурова.

## История
Создана 26 сентября 2008 года в качестве сайд-проекта Сергея Шнурова, после того, как 25 декабря было объявлено о распаде группы «Ленинград», «Рубль» стал основным проектом Шнурова.
В состав группы, помимо Шнурова, вошли также бывший тубист «Ленинграда» Андрей Антоненко, саксофонист Алексей Канев и их звукорежиссёр Денис Можин, амплуа музыкантов в сравнении с «Ленинградом» изменилось: Андрей Антоненко и Алексей Канев играют на синтезаторах, Константин Лимонов — на гитаре и Денис Можин — на ударных. По словам самого Шнурова, решение создать трио (Константин Лимонов к группе присоединился позже) вместо группы «Ленинград», в которой играло до 14 музыкантов, было во многом связано с экономическим кризисом. Кризисная тема отразилась и на названии проекта, заменившем более ранний вариант — «Железяка». 1 февраля 2009 года вышел сингл на виниле в качестве приложения к журналу «Русский пионер». Запись проходила на студии «Финн Вокс» с 10 по 13 декабря 2008.
25 декабря 2009 года на официальном сайте появились ссылки на 27 песен в формате mp3 и следующая запись:
Сделай сам альбом группы «Рубль». Рекомендуемое количество треков — 13. Порядок песен по личному усмотрению. Пиратское распространение приветствуется.
Также с конца декабря 2009 по июль 2010 года Сергей Шнуров вёл аудиоколонку на сайте журнала «Большой город», каждые две недели там появлялись новые песни группы.
19 апреля 2010 года «Soyuz Music» выпустил дебютный альбом «Сдачи не надо» на CD. Компилятором альбома стал Артемий Троицкий.
2 мая 2010 года вышел видеоклип на песню «Я хуярю на гитаре». Спустя два дня когда количество просмотров превысило 7000, администрация видеохостинга YouTube прислала режиссёру Ивану Ушкову уведомление о запрете на дальнейшую трансляцию клипа из-за того, что в ролике Шнуров был совершенно голый.
| Сергей Шнуров на сцене | Сергей Шнуров на сцене |
| ---------------------- | ---------------------- |
|                        |                        |

## Дискография
- 1 февраля 2009 — Рубль (сингл на виниле)
- 29 марта 2009 — Совесть (макси-сингл)
- 25 декабря 2009 — Сдачи не надо (дебютный альбом нового проекта)
- 19 апреля 2010 — Сдачи не надо (диск в сборке А. К. Троицкого)

## Другое
- 24 марта 2010 — Специально для «Большого города»
- 04 июля 2010 — Аудиоколонка «Большого города»
- 25 марта 2011 — Hot dog’s
- 04 апреля 2011 — Неизданное + бонус «Синий Пушкин» (Минус) 2008—2011

## DVD
1. 2010 — «Ничего нового»

## Состав
- Сергей Шнуров — вокал, ритм-гитара, акустическая гитара
- Константин Лимонов — соло и ритм-гитара
- Андрей Антоненко — синтезатор
- Алексей Канев — электроорган, звукорежиссёр
- Денис Можин — барабаны